# Wedoquella
Wedoquella Galiano, 1984 è un genere di ragni appartenente alla famiglia Salticidae.

## Etimologia
Come evidenziato dall'aracnologa María Elena Galiano, descrittrice del genere, il nome deriva da un'arbitraria combinazione di lettere seguita dal suffisso latino -ella, per evidenziarne il genere femminile.

## Caratteristiche
Sono ragnetti molto simili a quelli del genere Phiale; se ne differenziano per avere due apofisi nelle tibia del palpo. 
La lunghezza totale varia da 4,8 a 10,6 millimetri

## Distribuzione
Le tre specie note di questo genere sono endemiche dell'America meridionale, in particolare dell'Argentina, della Bolivia e del Paraguay.

## Tassonomia
A maggio 2010, si compone di tre specie:
- Wedoquella denticulata Galiano, 1984[3] — Argentina
- Wedoquella macrothecata Galiano, 1984 — Argentina
- Wedoquella punctata (Tullgren, 1905) — Bolivia, Paraguay, Argentina